# 王溫 (承化侯)
王溫（？—1271年），高麗王朝的一位王族，封承化侯。
王溫是清化侯王璟的長子，也是平壤公王基（高麗顯宗子）第七世孫。1270年，高麗元宗在元朝的授意下欲解散三別抄軍。這引起三別抄軍的強烈不滿，發動叛亂。三別抄軍的首領裴仲孫在江華島擁立承化侯王溫為王，公開與高麗朝廷對抗。不久放棄了江華島，改以珍島為據點。
1271年，蒙古、高麗聯軍一起進攻珍島的三別抄軍。當時王溫的弟弟王綧在蒙古當人質，並且與忽必烈關係不錯。忽必烈派遣王綧的兒子信安侯王雍、光化侯王熙前往征討。王綧囑咐王雍、王熙，要求設法保存王溫的性命。但第一個攻陷珍島的卻是洪茶丘部，洪茶丘殺死了王溫及其兒子王桓。

## 家族
- 祖先：平壤公王基
- 六世祖：樂浪侯王瑛
- 五世祖：承化伯王禎
- 高祖父：漢南伯王𣏌
- 曾祖父：信安侯王珹
- 祖父：桂城侯王沅
- 父：清化侯王璟
- 兄弟：
  - 丹陽伯王楈
  - 永寧公王綧
  - 司空王珽
- 子：
  - 司徒王桓